# David Edelstadt
David Edelstadt (né le 9 mai 1866 à Kalouga, en Russie, et mort le 17 octobre 1892 à Denver, dans le Colorado) est un poète et ouvrier anarchiste russe. Il fut notamment membre de la FORA (Fédération ouvrière régionale argentine).

## Source bibliographique
- Charles Dobrynski, Anthologie de la poésie yiddish, Gallimard, collection poésie, Paris, 2000, pp.59-60.

## Notices
- Notices d'autorité :   - VIAF
  - ISNI
  - BnF (données)
  - IdRef
  - LCCN
  - GND
  - Belgique
  - Pays-Bas
  - Pologne
  - Israël
  - NUKAT
  - Suède
  - WorldCat
- Dictionnaire international des militants anarchistes : notice biographique.
- Libcom : notice biographique.